# ジョージ・デュ・モーリア
- ジョルジュ・デュ・モーリエ

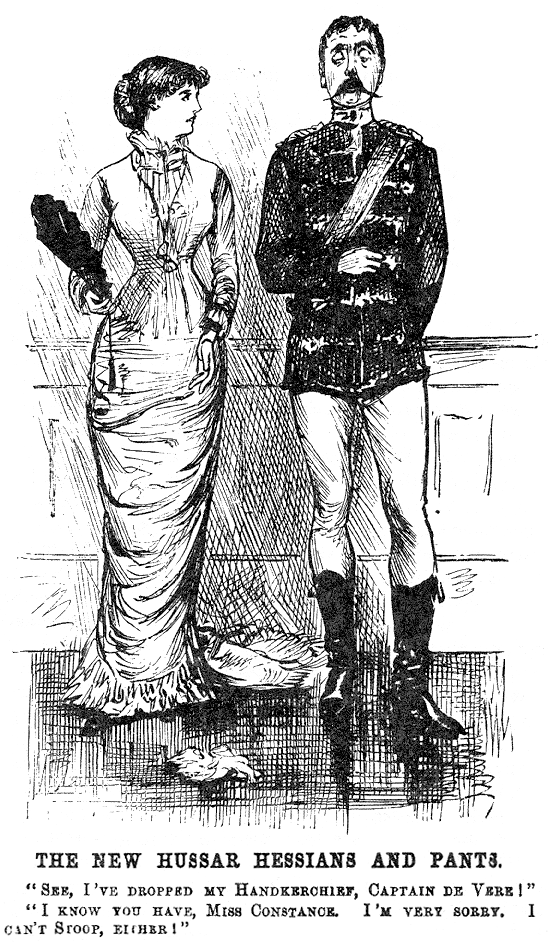
デュ・モーリア作の1873年のパンチの挿絵

ジョルジュ・ルイ・パルメラ・ブッソン・デュ・モーリア（George Louis Palmella Busson du Maurier、1834年3月6日-1896年10月8日）はフランス生まれのイギリスの漫画家である。『パンチ』（イギリスの週刊誌）の挿絵で知られる。また、小説『トリルビー』の著者としても知られている。俳優のジェラルド・デュ・モーリアは息子、作家のアンジェラ・デュ・モーリアと劇作家のダフニ・デュ・モーリエは孫である。また娘（即ちジェラルドの姉）にシルヴィア・ルウェリン・デイヴィスがおり、ジェームス・マシュー・バリーは、このシルヴィアの5人の子供たちから『ピーター・パン』の着想を得ている。

## 若年期
パリに生まれる。父はルイス・マスリン・デュ・モーリエ、母はエレン・クラーク。このエレン・クラークは、イギリスの摂政時代に、イギリス王ジョージ3世の次男であるヨーク・オールバニ公の高級娼婦だったメアリー・アン・クラークの娘である。
モーリアはパリで美術を学び、その後ベルギーのアントウェルペンに移る。このアントウェルペン時代に左眼の視力を失ってしまう。ドイツ・デュッセルドルフの眼科医にかかっていたが、そこで将来の妻であるエマ・ワイトウィックと出会う。エマの家族がロンドンに居住していたことから、モーリアもロンドンに移る。そして1863年にエマと結婚し、5人の子供が生まれている。ベアトリクス（トリクシーとして知られる）、ガイ、シルヴィア、マリー＝ルイーズ（メイとして知られる）、そしてジェラルドである。

## 経歴

### 漫画家
1865年、イギリスの週刊風刺漫画雑誌『パンチ』の従業員の一人となり、1週間に2枚の漫画を描くようになる。モーリアが漫画にした中で一番多かったのは、当時のヴィクトリア朝社会であった。中でも資本家階級、特にイギリス国内で存在感を増していた中産階級を風刺の対象とすることが多かった。彼の作品の中で最も有名な漫画「True Humility（本当の謙虚さ）」から、「a curate's egg」（「玉石混交」「良い所も悪い所もあるもの」「良さと悪さを両方持つもの」の意）という表現が生まれることになった（説明文には、主教が一番身分の低い副牧師をへりくだって朝食に招待して話かける様子が書かれており、「もしかして、悪い卵をお出ししたのではないかな？」副牧師は質問に答えて「いえ、そんなことはありません。保証しますが、素晴らしい部分もありますから」）。
前年（1864年）の漫画では、モーリアは「bedside manner（患者に対する医者の接し方）」という表現も生み出していた。実際には、その漫画は医療技術について皮肉を言ったものだった。もう一つの有名な漫画に1879年のもので「videophone conversation（ヴィデオ電話でのおしゃべり）」というのがある。その中ではモーリアが「エジソンの電話器」と呼んだ装置が使用されている。
『パンチ』のために白黒漫画を作り出したのに加えて、モーリアはその他の人気のあった定期刊行物にもいくつかイラストを描いている。『ハーパーズ・マガジン』、『ザ・グラフィック』、『ジ・イラストレイテッド・タイムズ』、『ザ・コーンヒル・マガジン』などである。宗教雑誌（Good Words）などにもイラストを提供している。また、英語での出版物として初めて出版された探偵小説だと考えられている、チャールズ・ウォレン・アダムズの連載小説「ノッティング・ヒルの謎」の挿絵も担当している。

### 作家
視力が衰えるにつれて、1891年には雑誌『パンチ』での仕事を減らし、ハムステッドに移った。そこでは、小説を3作書いている。最初の作品『ピーター・イベットスン』はほどほどの成功を収め、後に舞台劇や映画などにもなっている。最も良く知られているのは、1935年のゲイリー・クーパーが主演したもの、そしてオペラとして上演されたものである。
第2作『トリルビー』は1894年に出版された。その内容はゴシック・ホラーのジャンルに分類されるもので、当時ゴシック小説は、世紀末を迎えて再び活況を呈しており、トリルビーも大変な人気があった。絵のモデルである貧しいトリルビー・オウ・ファレルが、邪悪な音楽の天才スヴェンガリの呪いによって歌姫に変身するという物語は、大評判となった。石鹸、歌、踊り、歯磨き粉、そしてフロリダ州のトリルビー（英語）に至るまで、主人公のトリルビーにちなんで同じ名前が付けられることになった。また、様々な種類の、てっぺんがへこんだ柔らかなフェルト帽－小説を劇にした際、ロンドンの舞台で主人公がかぶっていたもの－これも現在、トリルビーとして知られている。この小説に着想を得て、ガストン・ルルーは1910年に小説『オペラ座の怪人』を書いている。その他、数えきれない程の作品がこの小説をヒントにしている。小説『トリルビー』の人気は衰えず、モーリアは小説の人気が続くことを嫌うようになっていった。
第3作は長編で、主に自伝的な内容の作品となっていた。表題は『火星人』（The Martian）だったが、結局モーリアの死後（1896年）になって出版された。

## 私生活と死
モーリアは、小説家ヘンリー・ジェイムズとは親しい友人だった。彼らの関係は、デイヴィッド・ロッジの『作者を出せ!』で物語になっている。
モーリアの墓はロンドンのハムステッド教区にある、セント・ジョン・アット・ハムステッド教会の墓地にある。

## 著作一覧
- Peter Ibbetson – 1891, adapted in 1935 by Henry Hathaway, in a film starring Gary Cooper （英語）
- Trilby – 1894 （英語）
- The Martian – 1897 （英語）
- Social Pictorial Satire- 1898 (Harper's New Monthly Magazine) （英語）